# Elicicoltura

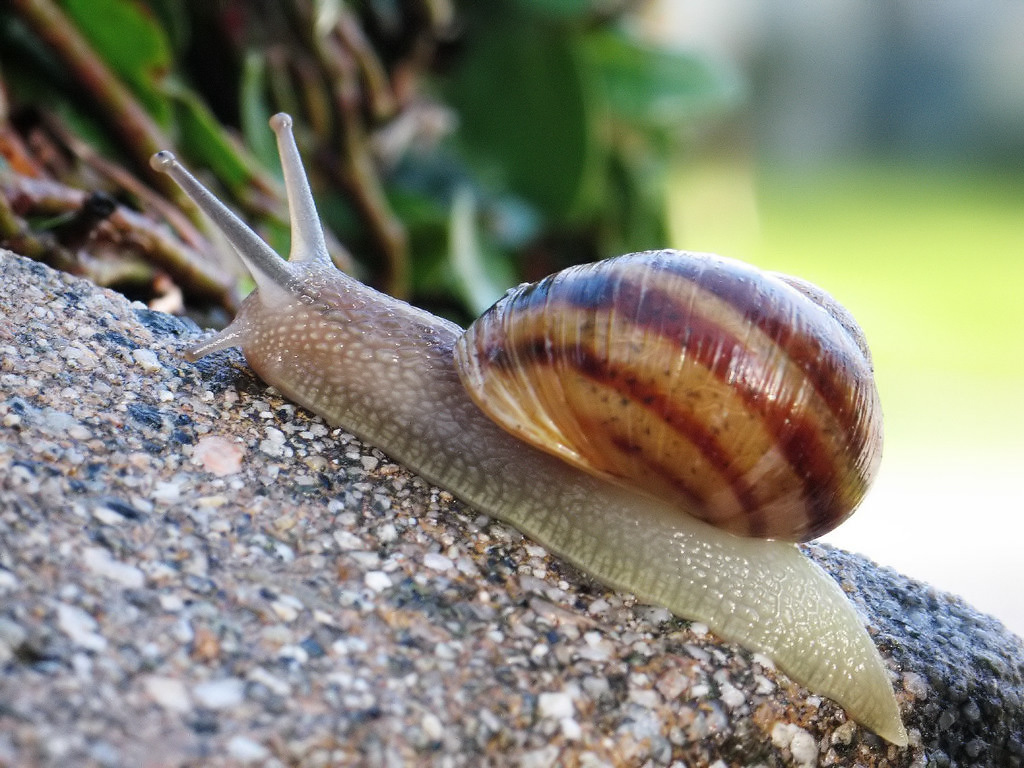
Chiocciola edibile (Cornu aspersum)

L'elicicoltura (da èlica o èlce dal greco elix 'spirale' in questo caso con il significato di chiocciola e da coltura dal latino cultus / colere 'coltivare'), branca della zootecnia, è l'allevamento della chiocciola a scopo alimentare. Ha come obiettivo produrre quantità elevate di questi molluschi per poi venderli ad aziende ristorative interessate e a privati.
Attualmente essa è diventata una realtà agricola riconosciuta dagli enti pubblici e istituzionali, molti dei quali hanno legiferato a suo favore, creando incentivi economici per la diffusione di tale produzione.
In alcuni casi le lumache vengono allevate per venderne anche le uova e/o la bava per la cosmesi.

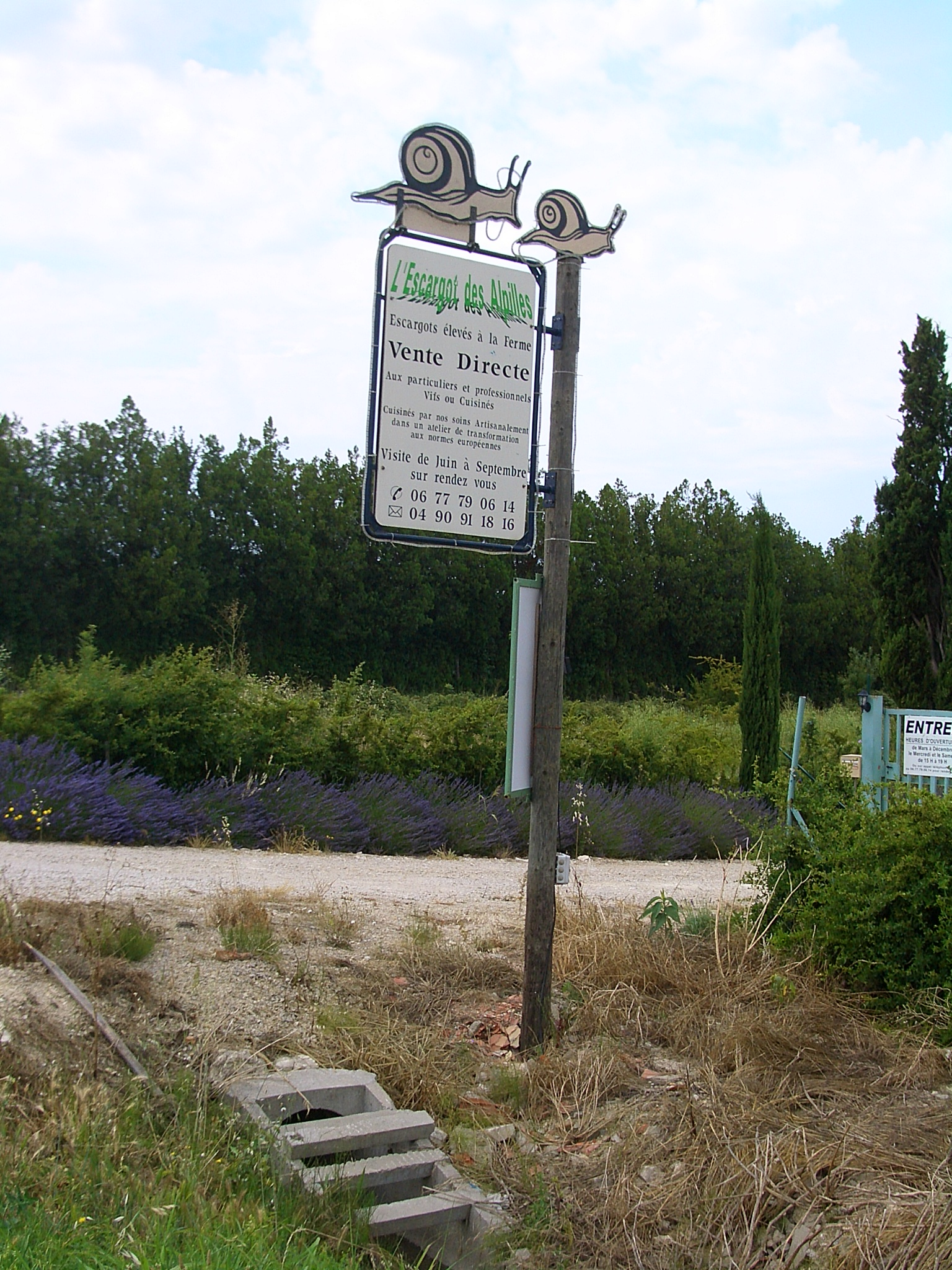
Azienda di elicicoltura vicino Eyragues in Provenza, Francia.

## Storia
L'elicicoltura ha origini antichissime infatti nel bacino del Mediterraneo sono stati trovati resti di chiocciole commestibili risalenti al periodo tra la fine del Pleistocene e l'Olocene (10.000-6.000 anni fa).
Nell'antichità gli antichi romani praticavano l'elicicoltura con il metodo della lumaca romana nella zona intorno a Tarquinia. Questo metodo di elicicoltura è descritto dal ricco proprietario terriero Quinto Fulvio Lippino nel 49 d.C. e menzionato dal letterato, scrittore e militare reatino Marco Terenzio Varrone nel suo De re rustica del 37 a.C. che descrive l'allevamento in cocleari (in latino cochlea che significa anche chiocciola) che prevedeva l'ingrasso delle lumache con farina ed erbe aromatiche.
Plinio il Vecchio descrive invece gli allevamenti per l'elicicoltura di Fulvio Irpino, che nutriva le sue specie diverse di chiocciole con cibo diverso e vino. Inoltre le lumache come cibo sono descritte per la prima volta nel ricettario De re coquinaria del gastronomo Marco Gavio Apicio risalente probabilmente ai primi anni del I secolo a.C..
L'elicicoltura moderna della specie Cornu aspersum si è diffusa al di fuori dell'Europa in California nel 1850 forse grazie agli emigranti francesi che la usavano per la produzione del loro escargot, mentre altre fonti affermano che furono gli emigranti italiani a portare l'elicicoltura negli Stati Uniti.

## Specie allevate

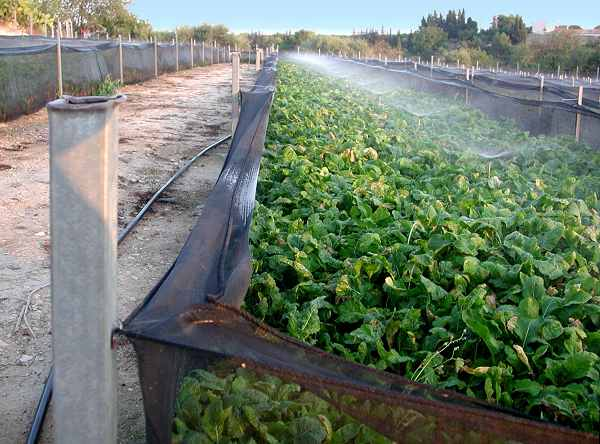
esempio di recinto di pascolo

Sono allevate le seguenti specie di chiocciole per l'alimentazione umana
- Zigrinata o Maruzza (Cornu aspersum), che rappresenta l'80% del patrimonio elicicolo italiano
- Vignaiola bianca (Helix pomatia)
- Rigatella (Eobania vermiculata)
- Cozzella di campagna o bovoletto (Theba pisana)

## Sistemi di allevamento

### Il sistema di allevamento all'aperto

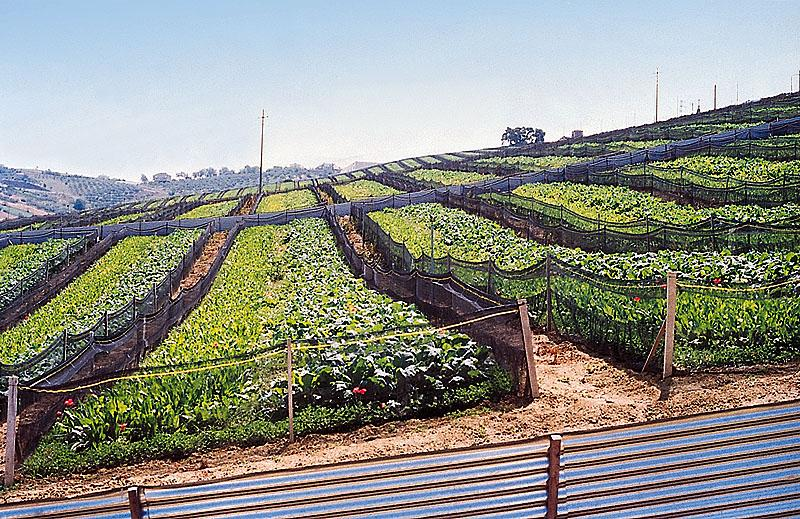
allevamento all'aperto

Il sistema di allevamento a ciclo biologico completo, pur essendo di più complessa realizzazione, risulta essere il più diffuso: esso rappresenta nel panorama nazionale, la percentuale del 97% degli impianti di elicicoltura.
L'elicicoltura si attua esclusivamente su libero terreno e all'aperto, senza coperture o l'uso di protezione, in quanto l'attività diventa produttiva ed economica solamente se impostata con costi ponderatamente limitati e controllati.
Questo metodo consiste nell'introdurre, in apposite recinzioni, chiocciole fattrici destinate ad accoppiarsi e a moltiplicarsi. La vendita del prodotto è costituita quindi non già dalle chiocciole immesse, come succede con il sistema incompleto e sotto serra, ma da quelle che nascono dalle chiocciole fattrici e si sviluppano nel periodo di ingrasso.
Il sistema prevede una recinzione perimetrale esterna, atta a contenere l'intero impianto e ad evitare incursioni da parte di predatori dall'esterno. Lo spazio così creato verrà suddiviso in settori più piccoli e maggiormente agevoli per la manualità. I recinti così costruiti con una speciale rete anti-fuga e anti-bava, sostenuta da pali in legno o in PVC, saranno seminati all'interno con l'alimentazione che nutrirà le chiocciole. I semi consigliati per una sufficiente e adeguata nutrizione, ingrasso veloce e protezione per mezzo delle foglie laminari e molto sviluppate contro i raggi solari sono:
- Ravizzone ungherese o Cavolo cavaliere (Brassica oleracea var. viridis)
- Bietola da coste (Beta vulgaris var. cicla)
- Radicchio Spadone (Cichorium intybus)
- Trifoglio Nano (Trifolium repens)
- Girasole (Helianthus annuus)

La scelta dell'allevamento all'aperto, sul terreno, è stata determinante nell'impostazione e nello sviluppo di questa attività, e si è notevolmente differenziata dall'impostazione dell'elicicoltura negli altri paesi europei come la Francia e la Spagna. Fin dai primi esperimenti, gli italiani hanno considerato improponibile un allevamento di chiocciole in condizioni che non fossero quelle naturali proprie del mollusco, abituato da sempre ad un habitat rurale e in piena armonia con la natura. Ciò anche in relazione alla assoluta semplicità dell'anatomia e fisiologia del mollusco ed alla lentezza del ciclo di vita.
In pratica lo scopo del sistema all'aperto è quello di seguire la natura ma con controllo da parte dell'uomo, per creare un prodotto biologico di alto livello e di alta resa.

### Il sistema di allevamento al chiuso

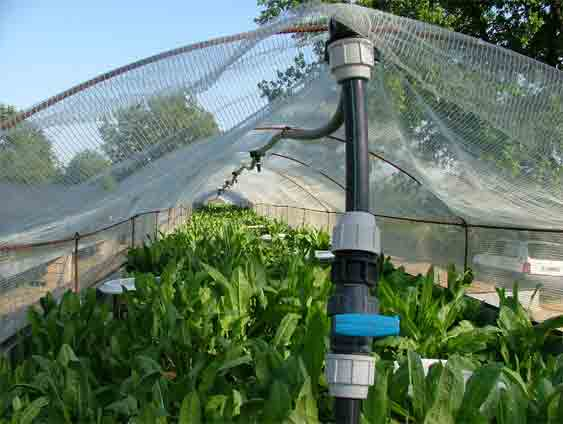
Esempio di recinto in serra destinato all'elicicoltura

Il tipo di allevamento in serra è tipico di paesi europei quali la Francia e la Spagna.
La chiocciola, mantenuta ed allevata in condizioni artificiali (in serra, contenitori od ambienti al chiuso) si accoppia, depone le uova e può anche diventare adulta, ma necessita di un continuo lavoro per la pulizia, per l'apporto di alimenti dall'esterno e per la continua irrigazione artificiale. Al coperto è meno soggetta alla predazione da parte di insetti, roditori, volatili. Quindi da tutti gli animali predatori delle chiocciole che possono causare seri danni alla vita regolata dell'allevamento. I problemi però che l'allevamento in serra può presentare sono di diversa natura. Tra i principali troviamo: l'eccessiva assimilazione di anidride carbonica e la mancata possibilità di beneficiare della naturale umidità, derivante dalla deposizione della rugiada, condizione ideale per la vita delle chiocciole, inoltre il prodotto che cresce al coperto, senza la luce del sole, ha carne con bassa consistenza che alla cottura perde un'alta percentuale di peso.

### Raccolta e spurgamento
Le chiocciole allevate possono essere raccolte tutto l'anno, anche se è sconsigliata nei mesi invernali; una volta raccolte sono messe a spurgare i liquidi in eccesso in gabbie o casse in legno per 10-15 giorni in un locale aerato senza nessuna alimentazione, poi vengono selezionate e infine confezionate.

## L'elicicoltura in Italia
In Italia si contano circa 9.000 aziende professionali elicicole che riescono a produrre il 49% del mercato interno, mentre il 51% della produzione proviene dai Paesi dell'Europa dell'Est e del Maghreb che nel 2014 era pari a 225.000 quintali con un valore dell'intera filiera pari a 210 milioni di euro, mentre il fatturato del prodotto interno è 120 milioni di euro l'anno.
Negli ultimi anni, l’allevamento di chiocciole in Italia ha conosciuto una crescita significativa, con oltre 9.000 ettari dedicati all’elicicoltura nel 2023, secondo i dati dell'Associazione Nazionale Elicicoltori. Il Piemonte, la Lombardia e la Toscana sono le regioni più attive. Oltre all’uso alimentare, la bava di lumaca è sempre più richiesta nei settori cosmetico e farmaceutico. Le esportazioni verso paesi UE sono in aumento, spinte da un crescente interesse per i prodotti naturali e sostenibili. 

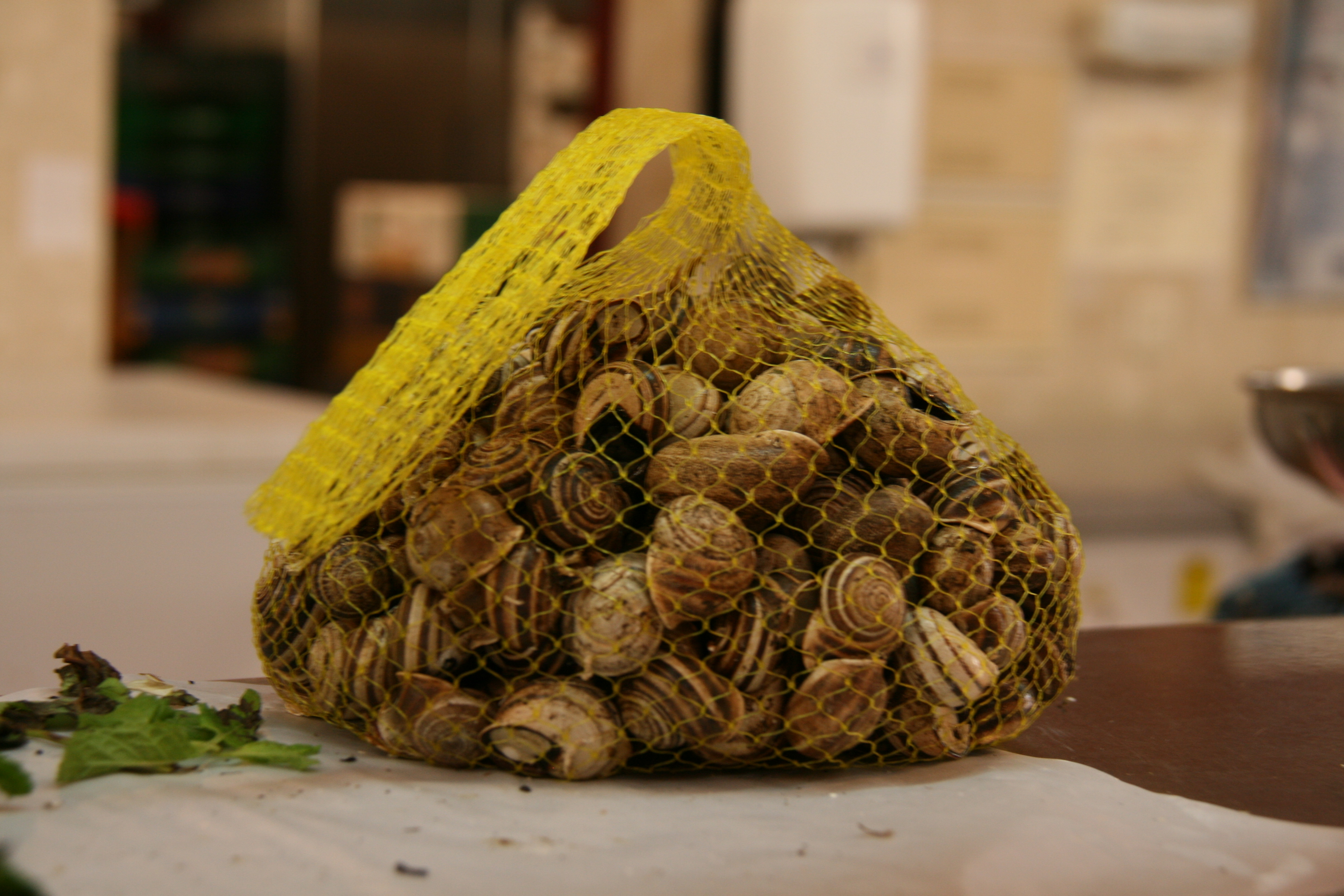
Lumache confezionate in vendita a Valencia (Spagna).

## Mercato mondiale
Nel 2014 risultavano consumate 811.000 tonnellate di chiocciole della specie Cornu aspersum (già considerata della specie Helix) e della Helix pomatia con i seguenti Paesi consumatori:
| Paesi           | Consumo (Tonnellate) |
| --------------- | -------------------- |
| 1 Francia       | 382.000              |
| 2 Spagna        | 245.000              |
| 3 Italia        | 40.000               |
| 4 Grecia        | 28.000               |
| 5 Portogallo    | 18.000               |
| Resto del Mondo | 93.000               |
| TOTALE MONDIALE | 811.000              |

Mentre la produzione totale nel 2014 risultava così suddivisa: 
- 342.000 tonnellate di prodotto fresco.
- 191.000 tonnellate di prodotto surgelato.
- 259.000 tonnellate di prodotto conservato.
- 19.000 tonnellate per l'uso farmaceutico.

La percentuale dei consumi per singolo Paese risultava così suddivisa (in %) nei seguenti segmenti:
| Paese           | Prodotto vivo | Prodotto surgelato | Prodotto conservato | Prodotto per uso farmaceutico |
| --------------- | ------------- | ------------------ | ------------------- | ----------------------------- |
| Francia         | 4%            | 40%                | 51%                 | 5%                            |
| Spagna          | 85%           | 7%                 | 5%                  | 3%                            |
| Italia          | 80%           | 11%                | 7%                  | 2%                            |
| Grecia          | 92%           | 4%                 | 3%                  | 1%                            |
| Portogallo      | 90%           | 2%                 | 6%                  | 2%                            |
| Resto del Mondo | 20%           | 21%                | 58%                 | 1%                            |

## Curiosità
Gli antichi romani usavano indicare e mantenere i luoghi ricchi di chiocciole. Uno di questi attribuibile all'insediamento di epoca romana nell'attuale San Teodoro, comune della Gallura in Sardegna è indicato nell'Itinerarium Antoninianum del III secolo d.C